# سوئیچ (ترانه ایگی آزیلیا)
«سوئیچ» (به انگلیسی: Switch) ترانه‌ای از رپر استرالیایی ایگی آزیلیا به‌همراهٔ خوانندهٔ برزیلی آنیتا می‌‎باشد که در ۱۹ مهٔ سال ۲۰۱۷ از سوی دف جم منتشر گردید.